# بيرمشاه
بيرمشاه (بالفارسية: بیرمشاه) هي قرية تقع في قسم رادكان الريفي (مقاطعة تشناران) في إيران. يقدر عدد سكانها بـ 82 نسمة بحسب إحصاء 2016.